# Брайнікл
Бра́йнікл (англ. brinicle, від brine — «ропа» та icicle — «бурулька», також ice stalactite) — специфічна форма морського льоду, який утворюється під час зіткнення потоку слабосолоної (3-5‰) крижаної води з більш солоною океанською. Є підводним аналогом сталактиту.
Брайнікли відомі з 60-х років XX сторіччя, але вперше задокументувати їхнє формування вдалося лише 2011 року під час знімання компанією BBC циклу передач Замерзла планета (англ. Frozen Planet).

## Особливості
Брайнікл — це крижана трубка, що утворюється в холодній морській воді з нижньої поверхні ропи й росте у напрямку дна. В середині трубки знаходиться холодна й дуже солона вода, яка утворюється в процесі росту шару морського льоду над брайніклом. На початку свого існування брайнікл є дуже крихким, а його стінки — тонкими, але постійний потік холодного розсолу підтримує його розростання та не дає розчинитись в навколишній менш холодній морській воді.
За сприятливих умов цей солоний сталактит може досягнути океанського дна. Для цього, окрім постійного надходження екстрасолоної й дуже холодної води, потрібно, аби:
- навколишня вода була значно менш солоною, аніж ропа;
- глибина має бути відносно незначною;
- крижаний покрив — стабільним;
- швидкість течій — мінімальною.

У разі значної солоності океанської води навколо брайнікла її температура замерзання буде занадто низькою, аби сформувати достатню кількість криги для льодового циліндра, яким є брайнікл. Якщо ж брайнікл формується над значною глибиною, то він зламається під власною вагою.
Коли брайнікл досягає дна, то продовжує рости, позаяк вода навколо починає замерзати. Оскільки брайнікл росте униз, то крижана структура поширюється схилами на дні і процес припиняється лише тоді, коли знайдено найнижчу точку шельфу. Якщо на шляху криги трапляться живі організми, навіть достатньо великі представники макробентосу — вони потраплять у пастку і можуть загинути.

## Формування
Утворення льоду з солоної води викликає помітні зміни в складі води, що не замерзла. Коли вода замерзає, більшість домішок витісняються з розчину, тому лід з морської води є не таким солоним порівняно з морською водою, з якої він виник. В результаті морський лід є дуже пористим, схожим на губку, і цим досить сильно відрізняється від твердого льоду, що утворюються при замерзанні прісної води.
У міру того, як морська вода замерзає і сіль витісняється з кристалічної ґратки чистого льоду, вода навколо стає солонішою. Це знижує температуру замерзання і підвищує її густину. Нижча температура замерзання означає, що навколишня вода не одразу стає кригою, а вища щільність означає, що вона починає тонути. Так у кризі виникають крихітні тунелі, так звані «канали ропи» (англ. brine channels), а екстрасолона переохолоджена вода тоне у холодній чистій воді. Якщо канали розподілені відносно рівномірно, то крижана бурулька росте вниз також рівномірно. А як тільки цей переохолоджений розсіл досягає шару морської води під льодом, це призводить до утворення додаткового льоду.